# Mogha (B), Aland
Mogha (B) là một làng thuộc tehsil Aland, huyện Gulbarga, bang Karnataka, Ấn Độ.